# Aeroporto Internazionale di João Pessoa
L'Aeroporto Internazionale João Pessoa-Presidente Castro Pinto (in portoghese Aeroporto Internacional de João Pessoa - Presidente Castro Pinto) è uno scalo aereo brasiliano situato a Santa Rita che serve João Pessoa, la capitale dello stato di Paraíba.

## Storia
L'aeroporto fu aperto al traffico il 20 agosto 1957. Tra il 1980 e il 1981 il gestore Infraero ha effettuato importanti lavori di ristrutturazione e ampliamento della pista, delle vie di rullaggio e del piazzale e nel 1983 è stato aperto un terminal merci. Nel 1985 è stato inaugurato il nuovo terminal passeggeri, che nel 1995 è stato sottoposto a lavori di ristrutturazione e ampliamento.
Il 15 marzo 2019 la spagnola Aena si è aggiudicata una concessione trentennale per la gestione dell'aeroporto.